# Vicco von Bülow
Vicco von Bülow, celým jménem Bernhard-Viktor Christoph-Carl von Bülow (12. listopadu 1923, Brandenburg an der Havel – 22. srpna 2011, Münsing) byl slavný německý karikaturista, později režisér a filmový herec. V Německu známý pod uměleckým jménem Loriot. V anketě Unsere Besten (Naši nejlepší), jež byla obdobou britské ankety Greatest Britons (v ČR Největší Čech), a která hledala největší osobnosti německých dějin, skončil na 54. místě.

## Život
Narodil se 12. listopadu 1923 do šlechtické rodiny policejního důstojníka. Manželství rodičů však nebylo šťastné. Pokřtěn byl až 30. prosince. Od roku 1927 vyrůstal s mladším bratrem u prarodičů v Berlíně. O rok později se rodiče rozvedli. V roce 1933 se sourozenci vrátili k otci, ten se rok před tím podruhé oženil. V letech 1934–1938 studoval na gymnáziu Shadow v Berlíně. Po přestěhování rodiny pokračoval na Eberhard-Ludwigs-Gymnasium ve Stuttgartu. Zde získal první zkušenosti jako herec malých rolí a statista v opeře. 8. září 1939 zavedlo Třetí říše tzv. nouzové maturity. Bülow v roce 1941 jako osmnáctiletý složil tuto zkoušku a stal se příslušníkem 3. pancéřové divize na východní frontě. Byl vyznamenán Železným křížem II. a I. třídy. Jeho mladší bratr padl 21. března 1945 při obraně Gorgastu.
Po skončení války pracoval krátce jako dřevorubec. V roce 1946 si doplnil středoškolské vzdělání na Gymnasium Corvinianum v Northeimu. Na radu otce studoval v letech 1947–1948 malířství a grafiku na vysoké škole v Hamburku. Po ukončení studií pracoval jako reklamní grafik v průmyslu. Začal přispívat do humoristických časopisů a stal se v Německu populárním karikaturistou.
V roce 1951 se oženil s Rose-Marie Schlumbom. Z manželství se narodily dvě dcery. Ač srdcem komik, hrál ve válečných filmech Most (1959) a Nejdelší den (1962). V roce 1967 začala jeho spolupráce s televizí. Moderuje magazín Cartoon. V roce 1976 režíroval televizní šestidílný pořad Loriot. Do něj si přivedl svou filmovou partnerku Evelyn Hamannovou. Směs skečů, laskavého moderování, používání triků a zelená pohovka vynesly Loriota s Evelyn Hamannovou v německy mluvících zemích na vrchol popularity.
Věnoval se i klasické hudbě a opeře. V roce 1982 dirigoval humoristický slavnostní koncert k 100. výročí Berlínské filharmonie. Inscenoval opery Marta (ve Stuttgartu), Čarostřelec (v Ludwigsburgu) a Wágnerův Prsten Nibelungův (v Mannheimu). V roce 1988 režíroval film Ödipussi, v roce 1991 film Pappa ante Portas. V obou hrála hlavní ženskou roli Evelyn Hamannová. Po odchodu na odpočinek dával příležitostně rozhovory a účastni se veřejného života. V roce 2008 mu u příležitosti jeho 85. narozenin berlínské Filmové muzeum uspořádalo velkolepou výstavu. Jeho díla dodnes vycházejí s úspěchem na DVD nosičích a stala se klasikou.
Zemřel v noci 22. srpna 2011 ve věku 87 let. Příčinou úmrtí byla stařecká slabost. Je pohřben na lesním hřbitově Heerstraße v Berlíně. Jeho fanoušci mu nosí na hrob gumové kachničky jako připomínku na skeč Dva muži ve vaně.

## Galerie

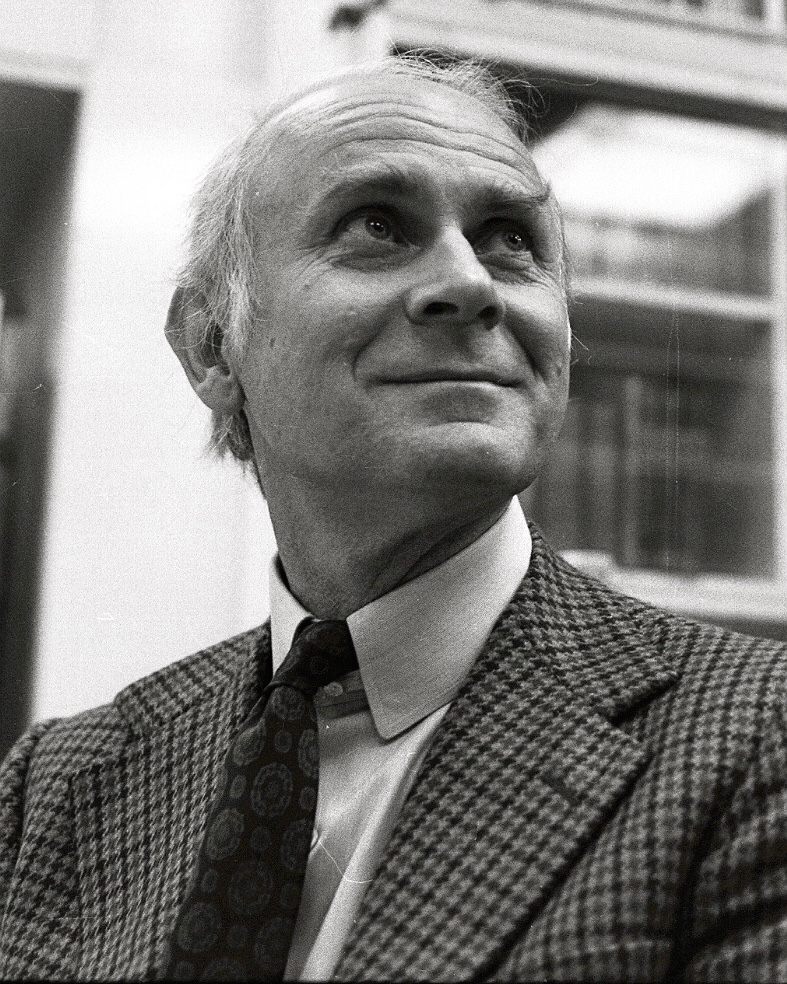
Loriot roku 1971
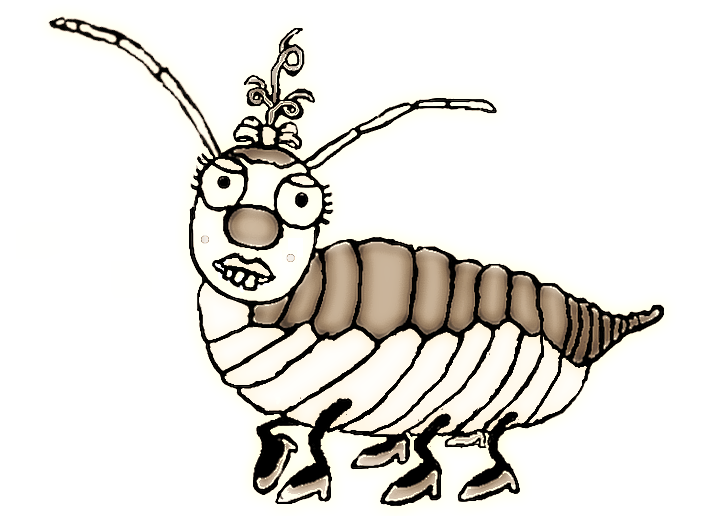
"Veš kamenná", kreslená postavička z Loriotovy parodie na přírodopisné dokumenty